# Balthasar von Büren (Richter)
Balthasar von Büren (* um 1458; † 1517) war Gograf im Amt Werne und Erbauer der Burgkapelle St. Anna in Davensberg.

## Leben

### Herkunft und Familie
Balthasar von Büren entstammte dem westfälischen Adelsgeschlecht Büren, das Inhaber der Herrschaft Büren und zeitweise eines der mächtigsten im Bistum Paderborn war. Im Jahre 1320 bzw. 1360 kam die Familie in den Besitz der Burg Davensberg. Balthasar war der Sohn des Johann von Büren. Seine Mutter war Margarethe von der Recke zu Kemnade. Im Jahre 1476 waren die Eheberedung und Heirat zwischen Balthasar und Elisabeth von Wickede. Aus der Ehe gingen drei Töchter und vier Söhne, darunter Johann († 1544, Erbe zu Davensberg) und Melchior (1480–1546, Stifter des Brabender-Altars in der St. Anna Pfarrkirche) hervor.

### Wirken
Beim Regierungsantritt des Bischofs Heinrich im Jahre 1466 unterzeichnete Balthasar als Vertreter der Ritterschaft die Landesvereinigung des Domkapitels, der Ritterschaft und der Städte. Die Herren zu Davensberg und der Bischof zu Münster waren gemeinschaftlich Gerichtsherren im Amt Werne; nur die Städte Werne und Olfen hatten ihre eigenen Richter. Im Jahre 1479 löste Balthasar das von seinem Vater versetzte Gogericht Werne wieder ein. Damit lag die Gerichtsbarkeit wieder in den Händen des Hauses Davensberg (von Büren).
Für die St.-Anna-Kirche in Davensberg stiftete Balthasar in den Jahren 1469 und 1478 jeweils eine halbe Mark als Jahresrente.